# Pont de l'Huisne
Le pont de l'Huisne est un pont routier et ferroviaire français situé au Mans, dans la Sarthe. Achevé en 1976, cet ouvrage d'art long de 65 mètres et d'une portée de 31,6 mètres permet le franchissement de l'Huisne par l'avenue Jean-Jaurès, laquelle porte ici la ligne T1 du tramway du Mans.